# Pennatula rubra
La pennatula rossa (Pennatula rubra (Ellis, 1761)) è un ottocorallo della famiglia Pennatulidae.

## Descrizione
Forma colonie dalla forma tipica, fino a 20 centimetri di altezza, di colore rosso (da cui il nome latino rubra, cioè rosso). I singoli polipi sono bianchi. 
Vivono in acque piuttosto profonde, fino a circa 2000 m.

## Biologia
Specie tipicamente notturna, durante il giorno vive parzialmente infossata nel fondale.
Sebbene sia rara tra gli octocoralli, in questa specie sono stati segnalati fenomeni di bioluminescenza.

## Distribuzione e habitat
Specie endemica del mar Mediterraneo, vive su fondali mobili, sabbiosi o fangosi, da 20 fino a 100 metri di profondità.